# エドワード・ヒンクス

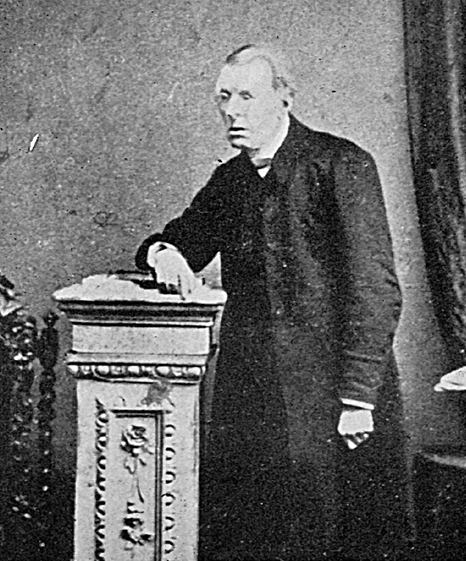

エドワード・ヒンクス（Edward Hincks、1792年8月19日 - 1866年12月3日）は、アイルランドの牧師、東洋学者。ヘンリー・ローリンソン、ジュール・オッペールと並ぶアッシリア学の祖で、楔形文字の初期の解読に大きな役割を果たした。

## 略歴
ヒンクスはアイルランド長老派教会の聖職者であるトーマス・ディクス・ヒンクスの子としてコークに生まれた。ダブリン大学トリニティ・カレッジを1811年に卒業した。1825年にダウン県キリレイの主任牧師(rector)に任命され、没するまでその職にあった。
ヒンクスは王立アイルランド学会の会員であり、主にその機関誌である『Transactions of the Royal Irish Academy』に論文を発表した。

## 主な業績
はじめヒンクスは解読されて間もないヒエログリフを研究し、ヒエログリフがいかなる場合も母音を表記しないことを明かにしたが、1846年ごろから楔形文字の解読を精力的に行うようになった。
ヒンクスは、（アッカド語）楔形文字が表語文字と音節文字の併用であることを1847年に指摘した。またヒエログリフと同様の限定符が楔形文字にも存在することを明らかにした。1855年には252字の楔形文字の音価を決定でき、ひとつの楔形文字が複数の読み方を持つことも指摘した。
また、楔形文字はもともとセム語派の言語のために作られたのでなく、本来はインド・ヨーロッパ語族の言語のための文字だったのをセム語派の表記に借用したとヒンクスは考えた。楔形文字を最初に作った民族はその後の学説の変化を経て、ヒンクス没後の1869年にオッペールによってシュメール人と名づけられた。
ヒンクスはヴァン湖で発見されたウラルトゥ語碑文を解読した。ただしウラルトゥ語をインド・ヨーロッパ語族と考えていた。
- “On the Inscriptions at Van”. The Journal of the Royal Asiatic Society of Great Britain and Ireland 9:  387-449. (1847). JSTOR 25207642.

ヒンクスはまたエラム語楔形文字の解読にも貢献した。
- “On The First And Second Kinds Of Persepolitan Writing”. The Transactions of the Royal Irish Academy 21:  114-131. (1846). JSTOR 30079012.